# بيرغهاين
بيرغهاين هو نادي ليلي يقع في برلين،ألمانيا. أفتتح غي 2004  ومنذ ذلك الوقت أصبح أحد أشهر الأندية الليلية في العالم  ويطلق عليه أحياناً بعاصمة التكنو في العالم.